# 限速酶
限速酶（英語：rate-limiting enzyme）属于代谢过程。不单独指一种酶，有相对性。指在生物化学反应通路中催化反应速率最慢的酶，是限制总反应速度的酶，同时也决定了总反应速率。限速酶一般催化不可逆反应。

## 代表性限速酶

### 糖酵解
在糖酵解反应中，有三个限速酶：
1. 己糖激酶，催化葡萄糖向葡萄糖-6-磷酸反应。
2. 磷酸果糖激酶1，催化果糖-6-磷酸向果糖-1,6-二磷酸反应。
3. 丙酮酸激酶，催化磷酸烯醇式丙酮酸向丙酮酸反应。

### 三羧酸循环
在三羧酸循环中，有三个限速酶：
1. 柠檬酸合酶，催化草酰乙酸与乙酰辅酶a反应生成柠檬酸的反应。
2. 异柠檬酸脱氢酶，催化异柠檬酸脱氢生成α酮戊二酸的反应。
3. α-酮戊二酸脱氢酶，催化α-酮戊二酸脱氢生成琥珀酰辅酶a的反应。